# Karen Walker
Karen Walker (nata Delaney, precedentemente St. Croix, Popeil e Finster) è un personaggio della popolare serie tv Will & Grace, interpretato da Megan Mullally. Nella serie è uno dei quattro protagonisti insieme a Will Truman, Jack McFarland e Grace Adler, ed è l'assistente personale di quest'ultima. Il suo personaggio è ispirato ad una persona reale, la designer decorator Mary McDonald, sia per l'aspetto che per alcune peculiarità come la ricchezza, il cinismo e il gusto per la moda. Nel 2010 il personaggio di Karen è stato inserito al 23º posto nella classifica dei "25 migliori personaggi televisivi di tutti i tempi" della rivista TV Guide Network (25 Greatest TV Characters of All Time).

## Il personaggio
(Karen Walker)
Karen Walker è una donna pluridivorziata e divenuta milionaria dopo aver sposato nel 1995 Stanley Walker, un uomo d'affari descritto come molto grasso ma che non viene mai mostrato nel corso della serie, anche se si erano conosciuti dieci anni prima. Va quindi a vivere in un lussuoso attico a Park Avenue col marito e con i figli di lui avuti dal precedente matrimonio: Mason (descritto come un bambino obeso come il padre) e Olivia. Karen è una donna eccentrica dalla voce stridula (ereditata, su sua stessa ammissione, dal padre), alcolizzata, che fa continuamente uso di psicofarmaci e sonniferi. Ha subìto molteplici ritocchi estetici e ha un seno prosperoso. È anche una malata di shopping ed è sempre vestita con abiti delle firme più prestigiose (Chanel, Hermès, Louis Vuitton).
Per non occuparsi della casa e dei figliastri va a "lavorare" come assistente alla Grace Adler Design e così fa la conoscenza di Grace, Will e Jack, il quale diventerà il suo migliore amico. Inizialmente i rapporti tra le due donne sono piuttosto tesi; infatti la donna, pur presentandosi al lavoro, non fa quasi nulla di utile e passa il tempo fra cocktail, riviste di moda e cura della propria persona; Grace l'ha infatti assunta solo per le sue conoscenze fra i VIP e oltretutto si è accordata con Karen in modo che questa non incassi gli assegni dello stipendio, che comunque le sarebbero inutili poiché dispone liberamente dello smisurato patrimonio del marito. Con il tempo, tuttavia, le due diventano amiche. Talvolta, quando non vuole essere riconosciuta, utilizza lo pseudonimo Anastasia Beaverhausen. Pur essendo una persona materialista e superficiale, Karen sa essere anche molto saggia e, raramente, profonda, soprattutto quando aiuta Will e Grace nelle loro relazioni amorose.
Apparentemente si dimostra eterosessuale, infatti ha avuto un grandissimo numero di uomini, ma spesso lascia intendere di avere tendenze bisessuali. Nell'episodio Un piedipiatti tra i piatti rivela per sbaglio di essere nata maschio; nell'episodio Karen pornostar Grace trova un video intitolato "Come una dea" (con in copertina Karen vestita da infermiera che frusta un vecchietto), la cui protagonista è una giovane Karen, a sua detta sprovveduta ed ingenua tanto da accettare un ruolo in quello che definisce "un filmetto per guardoni". Karen ha un rapporto molto particolare con la sua cameriera, Rosario Salazar, con cui ha dei divertenti battibecchi. Nell'ultima stagione dice, parlando al funerale del padre di Will con l'amante del defunto, di aver avuto una relazione con il presidente Ronald Reagan. È cinica e simpaticamente spietata con la sua servitù e con chiunque non le vada a genio (ossia vesta male, o abbia brutte scarpe, o sia povero, brutto, ecc.) ed è dotata di uno spiccato senso dell'ironia. Nell'ultimo episodio è ovviamente l'unica a non essere invecchiata.

## Staff di Karen
Karen, essendo ricchissima, ha un alto numero di persone alle proprie dipendenze. In casa sua la servitù è composta circa da 30 persone:
- Rosario Salazar, la governante di Karen che lavora con lei fin dal 1985.
- Il farmacista, per Karen probabilmente il membro più importante dello staff; anche se non è mai apparso, Karen lo nomina molto spesso e a volte capita che lo chiami al telefono.
- Karumi, una cameriera che suona il violino divinamente, ma Karen, dopo essersi complimentata per le sue doti musicali, le suggerisce di pulire il vomito incrostato nel bagno con l'archetto del suo strumento.
- Karen 2, la controfigura che abbracciava i bambini quando si svegliavano di notte.
- Jasmine, una cameriera con capelli bellissimi per i quali Karen le fa dei complimenti, ma poi pretende di averli sul comodino la mattina seguente.
- Altre cameriere sparse per la casa che pur svolgendo perfettamente il loro lavoro non devono essere nella stessa stanza in cui si trova Karen. Infatti nelle rare puntate in cui lei sta per incontrarle per casa le basta urlare un "Dileguatevi!" o "Vi vedo!" per farle correre via.
- Il cuoco-pasticciere, un giovane e affascinante ragazzo che, oltre a fare dei dolci meravigliosi, soddisfa sessualmente Karen, Rosario e anche Will. Infatti, nell'unica puntata in cui appare, seduce in modo molto sexy Will in cucina, dove preparando un dolce prima gli infila un dito in bocca per fargli assaggiare una crema e poi gli struscia l'inguine contro il sedere mentre gli spiega come preparare una torta. Apertamente pansessuale, è interpretato da Stuart Townsend.
- L'autista, un vecchietto che Karen si ostina a far lavorare come autista della sua limousine e del suo yacht, anche se a causa dell'età avanzata spesso investe pedoni e causa incidenti.
- Il giardiniere, apparso in una sola puntata in cui è l'amante di Rosario; i due vengono sorpresi a letto da Jack, all'epoca marito di Rosario per farle ottenere la cittadinanza statunitense, che, oltraggiato dal tradimento di Rosario (sebbene lui stesso continui ad avere i suoi amanti, anche apertamente dal momento che il matrimonio con Rosario è solo di comodo), decide di divorziare.
- La guardia del corpo, un uomo enorme che in una puntata doveva difendere Karen da Grace; Karen aveva infatti regalato a Nathan, allora fidanzato di Grace, una moto Ducati, rovinando l'effetto del regalo, molto più economico, di Grace che quindi, per sua ammissione, provava un forte istinto di strozzarla.
- La podologa, compare quando Grace passa qualche giorno nella casa di Karen per farle compagnia mentre Stan è in prigione.
- Il cuoco.
- Leni, la governante inglese che ha sostituito Rosario nel breve periodo in cui questa era stata licenziata da Karen. Odia Jack, e tenta più volte di picchiarlo, perché essendo lui apertamente dalla parte di Rosario e volendone la riassunzione, lo vede come una minaccia per il suo posto di lavoro.